# Cirrhochrista brizoalis
Cirrhochrista brizoalis là một loài bướm đêm trong họ Crambidae.